# La Femme de l'artiste, Louise Vernet, sur son lit de mort
 (décembre 2023).
Si vous disposez d'ouvrages ou d'articles de référence ou si vous connaissez des sites web de qualité traitant du thème abordé ici, merci de compléter l'article en donnant les références utiles à sa vérifiabilité et en les liant à la section « Notes et références ».
La Femme de l'artiste, Louise Vernet, sur son lit de mort est un tableau réalisé par le peintre français Paul Delaroche en 1846.
Cette huile sur toile est un portrait en buste de feue son épouse Louise aperçue par son profil droit alors qu'elle est étendue la tête renversée vers le Ciel sur son lit de mort. La bouche et les yeux entrouverts, la jeune défunte, fille d'Horace Vernet, y figure ses longs cheveux dénoués, et couronnée d'une fine auréole suggérant une forme de sainteté.
L'œuvre est conservée au sein des collections du musée d'Arts de Nantes, à Nantes, depuis un don en 1997.

Étude, Walters Art Museum, Baltimore.